# پرویز مؤیدعهد
سید پرویز مؤیدعهد (۱ اسفند ۱۳۰۸ – ۸ بهمن ۱۳۹۴) معمار اهل ایران و استاد معماری دانشگاه تهران بود.

## تحصیلات
او در تهران زاده شد. تحصیلات ابتدایی و متوسطه را در تهران گذراند و برای ادامه تحصیل به فرانسه عزیمت نمود و در دانشگاه بوزار در رشته معماری و سپس در دانشگاه سوربن پاریس در رشته شهرسازی مشغول تحصیل گردید. در سال ۱۹۵۶ میلادی موفق به گرفتن درجه دکترای S.A.D.G با رتبه اول و نیز موفق به دریافت جایزه و مدال لورآی (بهترین دیپلم معماری در سطح دانشگاه‌های فنی فرانسه) شد و به پاس خدمات فرهنگی و ارائه بهترین پایان‌نامه در سال ۱۹۵۷ از سوی دانشگاه سوربن، دکترای افتخاری معماری (A.A.PHD) به وی اعطا گردید. همچنین در سال ۱۳۴۲  به پاس ارائه طرح های فرهنگی و معماری از سوی دانشکده سلطنتی انگلستان (A.CH.ASS.SCOL) نشان درجه اول معماری را دریافت نمود.

## سابقه آموزشی
مویدعهد از سال ۱۳۳۷ تا سال ۱۳۴۳ خورشیدی به عنوان دانشیار به تدریس معماری در دانشگاه پرداخت. در سال ۱۳۴۳ موفق به گرفتن درجه استادی در دانشگاه تهران شد. از همان سال تدریس دروس اصول عمومی ساختمان، (کنستروکسیون سیویل)، تئوری معماری و ارزش های استاتیکی، تئوری شهرسازی و درس تاریخ معماری را آغاز نمود و در این زمینه‌ها مقالات و جزوات متعدد ارائه کرد. وی در سال ۱۳۴۸ به سمت رئیس دانشکده هنرهای تزئینی (وزارت فرهنگ و هنر) منصوب شد و تا سال ۱۳۵۲ عهده‌دار این سمت بود.

## آثار
- طراحی مصلای امام خمینی تهران[۱]
- معمار بخش اصلی آرامگاه سید روح‌الله خمینی
- طرح محوطه نمایشگاه بین‌المللی تهران
- طرح نمایشگاه بین‌المللی کشاورزی با همکاری مرکز نمایشگاه‌های بین‌المللی انگلستان (Exp.ASS.LONRES)
- طرح مرکز تحقیقات شیمی دارویی و دارویی ایران
- طرح مدرسه سن لویی با همکاری پروفسور لوکنت (استاد معماری دانشگاه بوزار پاریس)
- طرح مرکز علمی مخابرات دانشگاه تهران با همکاری مرکز تحقیقات علمی فرانسه (S.N.C.R)
- طرح خاتم‌کاری تالار بزرگ ساختمان مجلس شورای ملی (میدان بهارستان تهران)
- طرح مرمت و بازسازی و تزئینات کاخ گلستان
- طرح ساختمان اداری وزارت آموزش و پرورش
- طرح یک مجتمع عظیم مسکونی در فرانسه
- طرح اکستانسیون و خوابگاه دانشجویان مدرسه البرز
- طرح نمای جنوبی ساختمان سازمان حج و زیارت
- طرح معماری فرودگاه آبادان
- همکاری در تهیه طرح کاتدرال (کلیسای جامع) ... با گیوم ژیله
- همکاری در تهیه طرح و اجرای طرح شهرسازی حومه رم در سال ۱۹۸۰
- همکاری در اداره آتلیه امور تزئیناتی و طراحی کتاب‌های کودکان
- ساختمان درمانگاه بیماری‌های قلب و عروق در سیرجان
- بسیاری از طرح‌های اجرا نشده از قبیل طرح بزرگ دژ نبشته و آمفی تئاتر روباز برای ۲۰۰۰ نفر و فرهنگستان علوم در خیابان قوام‌السلطنه
- ساختمان‌های متعدد مسکونی و غیر‌مسکونی
- دیگر ساختمان‌های متعدد دولتی و غیر‌دولتی

## نشان‌ها
در سال ۱۳۸۰ به پاس زحمات و تلاش خالصانه این استاد، نشان چهره‌های ماندگار از طرف سید محمد خاتمی، رئیس جمهوری اسلامی ایران به وی اهداء گردید.